# Bucas del Oeste
Bucas del Oeste (West Bucas Island) es una isla situada en Filipinas, adyacente a la de Mindanao. Corresponde al término municipal de Dapa perteneciente a  la provincia de Surigao del Norte situada en la Región Administrativa de Caraga, también denominada Región XIII.

## Geografía
Forma parte del grupo las  islas de Bucas junto con las de  Grande Este y Enmedio. Este grupo está separado de la isla de Mindanao, municipio de Claver, por el estrecho de Hinatuán (Hinatuan Passage). El canal de Dapa, al norte, separa este grupo de la isla de Siargao, municipios de Del Carmen y Dapa.
Al este se encuentra el mar de Filipinas y al oeste el seno de Dinagat que nos separa del grupo de islas Dinagat.

## Localidades
El municipio  de Dapa se divide, a los efectos administrativos, en 29 barangayes o barrios, de los cuales tres forman parte de esta isla:
| - Consolación (1,898 habitantes) | - San Miguel (918 habitantes) | - Santa Felomina (337 habitantes) |